# Campeonato Mundial de Ciclismo en Pista de 2024
El CXXI Campeonato Mundial de Ciclismo en Pista se celebró en Ballerup (Dinamarca) entre el 16 y el 20 de octubre de 2024 bajo la organización de la Unión Ciclista Internacional (UCI) y la Federación Danesa de Ciclismo.
Las competiciones se realizaron en el velódromo Ballerup Super Arena de la ciudad danesa. Fueron disputadas 22 pruebas, 11 masculinas y 11 femeninas.

## Medallistas

### Masculino
| Evento                          | Oro                                                                                                 | Plata                                                                                     | Bronce                                                                                             |
| ------------------------------- | --------------------------------------------------------------------------------------------------- | ----------------------------------------------------------------------------------------- | -------------------------------------------------------------------------------------------------- |
| Velocidad individual (20.10)    | Harrie Lavreysen · Países Bajos                                                                     | Jeffrey Hoogland · Países Bajos                                                           | Kaiya Ota Japón                                                                                    |
| Velocidad por equipos (16.10)   | Países Bajos · Roy van den Berg · Harrie Lavreysen · Jeffrey Hoogland · 42,046                      | Australia Ryan Elliott Leigh Hoffman Thomas Cornish 42,673                                | Japón Yoshitaku Nagasako Kaiya Ota Yuta Obara 42,877                                               |
| Persecución individual (18.10)  | Jonathan Milan · Italia · 3:59,153 RM                                                               | Josh Charlton Reino Unido 4:00,232                                                        | Daniel Bigham Reino Unido 4:03,807                                                                 |
| Persecución por equipos (17.10) | Dinamarca Tobias Hansen Carl-Frederik Bévort Niklas Larsen Frederik Madsen Rasmus Pedersen 3:45,642 | Reino Unido Ethan Hayter Josh Charlton Charlie Tanfield Oliver Wood Rhys Britton 3:45,963 | Alemania · Tim Torn Teutenberg · Benjamin Boos · Ben Jochum · Bruno Keßler · Felix Groß · 3:52,707 |
| 1 km contrarreloj (18.10)       | Harrie Lavreysen · Países Bajos · 57,321                                                            | Jeffrey Hoogland · Países Bajos · 58,252                                                  | Joseph Truman Reino Unido 58,669                                                                   |
| Carrera por puntos (18.10)      | Sebastián Mora Vedri · España · 70 pts.                                                             | Niklas Larsen Dinamarca 69 pts.                                                           | Philip Heijnen · Países Bajos · 65 pts.                                                            |
| Scratch (17.10)                 | Kazushige Kuboki Japón                                                                              | Tobias Hansen Dinamarca                                                                   | Clément Petit Francia                                                                              |
| Keirin (17.10)                  | Kento Yamasaki Japón                                                                                | Mijail Yakovlev Israel                                                                    | Kevin Quintero · Colombia                                                                          |
| Madison (20.10)                 | Roger Kluge · Tim Torn Teutenberg · Alemania · 76 pts.                                              | Lindsay De Vylder · Fabio Van den Bossche · Bélgica · 60 pts.                             | Niklas Larsen Michael Mørkøv Dinamarca 59 pts.                                                     |
| Eliminación (20.10)             | Tobias Hansen Dinamarca                                                                             | Elia Viviani · Italia                                                                     | Dylan Bibic · Canadá                                                                               |
| Ómnium (19.10)                  | Lindsay De Vylder · Bélgica · 150 pts.                                                              | Simone Consonni · Italia · 138 pts.                                                       | Yanne Dorenbos · Países Bajos · 128 pts.                                                           |

### Femenino
| Evento                          | Oro                                                                                 | Plata                                                                                              | Bronce |
| ------------------------------- | ----------------------------------------------------------------------------------- | -------------------------------------------------------------------------------------------------- | --- |
| Velocidad individual (18.10)    | Emma Finucane Reino Unido                                                           | Hetty van de Wouw · Países Bajos                                                                   | Mina Sato Japón                                                                                           |
| Velocidad por equipos (16.10)   | Reino Unido Katy Marchant Sophie Capewell Emma Finucane 45,949                      | Países Bajos · Kimberly Kalee · Hetty van de Wouw · Steffie van der Peet · Kyra Lamberink · 46,593 | Australia Molly McGill Kristina Clonan Alessia McCaig 47,358                                              |
| Persecución individual (19.10)  | Anna Morris Reino Unido 3:16,560                                                    | Chloé Dygert Estados Unidos 3:16.877                                                               | Bryony Botha Nueva Zelanda 3:21,086                                                                       |
| Persecución por equipos (17.10) | Reino Unido Katie Archibald Megan Barker Josie Knight Anna Morris Jessica Roberts — | Alemania · Franziska Brauße · Lisa Klein · Mieke Kröger · Lena Reißner · Laura Süßemilch · ALC     | Italia · Martina Fidanza · Chiara Consonni · Martina Alzini · Vittoria Guazzini · Letizia Paternoster · — |
| 500 m contrarreloj (19.10)      | Yana Burlakova · AIN · 32,863                                                       | Sophie Capewell Reino Unido 33,010                                                                 | Katy Marchant Reino Unido 33,119                                                                          |
| Carrera por puntos (20.10)      | Julie Leth Dinamarca 43 pts.                                                        | Lotte Kopecky · Bélgica · 40 pts.                                                                  | Lara Gillespie Irlanda 39 pts.                                                                            |
| Scratch (16.10)                 | Lorena Wiebes · Países Bajos                                                        | Jennifer Valente Estados Unidos                                                                    | Ally Wollaston Nueva Zelanda                                                                              |
| Keirin (20.10)                  | Mina Sato Japón                                                                     | Hetty van de Wouw · Países Bajos                                                                   | Katy Marchant Reino Unido                                                                                 |
| Madison (19.10)                 | Amalie Dideriksen Julie Leth Dinamarca 46 pts.                                      | Victoire Berteau Marion Borras Francia 43 pts.                                                     | Neah Evans Katie Archibald Reino Unido 42 pts.                                                            |
| Eliminación (17.10)             | Ally Wollaston Nueva Zelanda                                                        | Lotte Kopecky · Bélgica                                                                            | Jennifer Valente Estados Unidos                                                                           |
| Ómnium (18.10)                  | Ally Wollaston Nueva Zelanda 131 pts.                                               | Jessica Roberts Reino Unido 119 pts.                                                               | Anita Stenberg · Noruega · 110 pts.                                                                       |

## Medallero
| Núm. | País           | Oro | Plata | Bronce | Total |
| ---- | -------------- | --- | ----- | ------ | ----- |
| 1    | Países Bajos   | 4   | 5     | 2      | 11    |
| 2    | Reino Unido    | 4   | 4     | 5      | 13    |
| 3    | Dinamarca      | 4   | 2     | 1      | 7     |
| 4    | Japón          | 3   | 0     | 3      | 6     |
| 5    | Nueva Zelanda  | 2   | 0     | 2      | 4     |
| 6    | Bélgica        | 1   | 3     | 0      | 4     |
| 7    | Italia         | 1   | 2     | 1      | 4     |
| 8    | Alemania       | 1   | 1     | 1      | 3     |
| 9    | AIN            | 1   | 0     | 0      | 1     |
| 9    | España         | 1   | 0     | 0      | 1     |
| 10   | Estados Unidos | 0   | 2     | 1      | 3     |
| 11   | Australia      | 0   | 1     | 1      | 2     |
| 11   | Francia        | 0   | 1     | 1      | 2     |
| 13   | Israel         | 0   | 1     | 0      | 1     |
| 14   | Canadá         | 0   | 0     | 1      | 1     |
| 14   | Colombia       | 0   | 0     | 1      | 1     |
| 14   | Irlanda        | 0   | 0     | 1      | 1     |
| 14   | Noruega        | 0   | 0     | 1      | 1     |
|      | TOTAL          | 22  | 22    | 22     | 66    |